# Gala de Año Nuevo de la CCTV
La Gala de Año Nuevo de la CCTV (chino simplificado: 中国中央电视台春节联欢晚会; [chino tradicional]: 中國中央電視台春節聯歡晚會; [pinyin]: Zhōngguó zhōngyāng diànshìtái chūnjié liánhuān wǎnhuì) es un programa producido por la Televisión Central de China (CCTV) y que se emite en la víspera del Año Nuevo Chino. Se trata de uno de los programas más importantes de la televisión china, con una audiencia de al menos 700 millones de personas y que está fuertemente enraizado con las celebraciones del Año Nuevo Chino. En el programa se combinan la música, el baile, la magia y los diálogos cómicos y en él participan algunas de las más conocidas estrellas del espectáculo en China. 

## Historia
El programa se estrenó en diferido en 1978, un momento en el que China comenzaba sus reformas económicas y apertura al mundo y cuando todavía había muy pocos ciudadanos con televisión en sus casas. Las primeras galas solían estar llenas de mensajes políticos, eran poco profesionales y contaban con pocos medios. La primera emisión en directo se realizó en 1982 y recibió su nombre y formatos actuales en 1983.
En 1986, la Administración de Radio, Cine y Televisión (SARFT, por sus siglas en inglés) prohibió a otras cadenas emitir galas de año nuevo similares a las que ofrecía la CCTV. Esta prohibición (que duró hasta el año 2000) y el aumento espectacular en el número de familias chinas con televisión en sus hogares provocó que ver este programa se convirtiera en un ritual más de las celebraciones de Año Nuevo, la fiesta más importante del país. Tras la cena la víspera de Año Nuevo, las familias se juntan en torno a la televisión y ven los números presentados por la CCTV para entrar en el nuevo año. 
Con el paso del tiempo, el Departamento de Propaganda del Gobierno y la Administración de Radio, Cine y Televisión se dieron cuenta de que el programa era una gran arma propagandística. Desde 1993, su implicación en la elaboración del programa se ha vuelto más importante y en la actualidad el guion es revisado antes de su emisión en seis ocasiones. Este control político de la Gala de Año Nuevo ha traído consigo numerosas críticas por parte de internautas e intelectuales, que piensan es demasiado conservadora, aburrida, propagandística y tradicional. 
Debido a estas críticas, en los últimos años la CCTV ha incluido expresiones surgidas en Internet y muy conocidas por los jóvenes chinos, así como la participación de algunas estrellas populares que se dieron a conocer en páginas webs y foros.